# Kreis Tata
Tata (ungarisch Tatai járás) ist ein Kreis im nordungarischen Komitat Komárom-Esztergom. Er grenzt, im Westen beginnend – entgegen dem Uhrzeigersinn – an die Kreise Komárom, Oroszlány, Tatabánya und Esztergom. Im Norden bildet für zwei Gemeinden die Donau die Staatsgrenze zur Slowakei.

## Geschichte
Der Kreis ging während der ungarischen Verwaltungsreform Anfang 2013 als Nachfolger des gleichnamigen Kleingebiets (ungarisch Tatai kistérség) in unveränderter Gemeindezuordnung hervor (10 Gemeinden).

## Gemeindeübersicht
Der Kreis Tata hat eine durchschnittliche Gemeindegröße von 3.849 Einwohnern auf einer Fläche von 30,67 Quadratkilometern. Die Bevölkerungsdichte des zweitkleinsten Kreises liegt knapp unter dem Gesamtwert für das gesamte Komitat. Der Verwaltungssitz befindet sich in der einzigen Stadt, Tata, im Zentrum des Kreises gelegen.
| Gemeinde        | Status   | Herkunft Kleingebiet | Einwohnerzahl | Einwohnerzahl | Einwohnerzahl | Fläche (km²) | Bevölkerungs- dichte (Ew./km²) |
| Gemeinde        | Status   | Herkunft Kleingebiet | 01.10.2011    | 01.01.2013    | 01.01.2016    | 01.01.2016   | Bevölkerungs- dichte (Ew./km²) |
| --------------- | -------- | -------------------- | ------------- | ------------- | ------------- | ------------ | ------------------------------ |
| Baj             | Gemeinde | Tata                 | 2.784         | 2.754         | 2.854         | 21,12        | 135,1                          |
| Dunaalmás *     | Gemeinde | Tata                 | 1.550         | 1.542         | 1.546         | 14,83        | 104,2                          |
| Dunaszentmiklós | Gemeinde | Tata                 | 413           | 411           | 466           | 7,76         | 60,1                           |
| Kocs            | Gemeinde | Tata                 | 2.556         | 2.536         | 2.510         | 58,28        | 43,1                           |
| Naszály         | Gemeinde | Tata                 | 2.382         | 2.335         | 2.297         | 30,22        | 76,0                           |
| Neszmély *      | Gemeinde | Tata                 | 1.344         | 1.325         | 1.279         | 27,72        | 46,1                           |
| Szomód          | Gemeinde | Tata                 | 2.083         | 2.005         | 1.986         | 28,36        | 70,0                           |
| Tardos          | Gemeinde | Tata                 | 1.605         | 1.615         | 1.627         | 23,32        | 69,8                           |
| Tata            | Stadt    | Tata                 | 23.575        | 23.726        | 23.445        | 78,13        | 300,1                          |
| Vértestolna     | Gemeinde | Tata                 | 491           | 493           | 478           | 16,95        | 28,2                           |
| Kreis Tata      |          |                      | 38.783        | 38.742        | 38.488        | 306,69       | 125,5                          |

* Grenzorte zur Slowakei